# Дългата сянка на животновъдството
Дългата сянка на животновъдството – въпроси за околната среда и възможности е доклад на ООН, публикуван от неговото подразделение Организация за прехрана и земеделие (ФАО) на 29 ноември 2006 г., в който се описват пълните щети, които секторът на животновъдството причинява върху околната среда и населението на планетата.
Оценката се основаа на най-новите и пълни данни, като се отчитат преките въздействия от отглеждане на добитък, заедно с нуждата на този отрасъл от фуражни култури. Секторът на животновъдството се очертава сред първите 2-3 най-значими причинители на най-сериозните проблеми на околната среда, в местен и глобален мащаб. Заключенията на този доклад показват, че е нужна сериозно водена политика по отношение на животновъдството.

## Данни от доклада
- Животновъдството е отговорно за 18% от парниковите газове, измерени в еквивалент на CO2 (въглероден диоксид). За сравнение секторът на транспорта изпуска 13,5% емисии на CO2.
- Животновъдство сега използва 30% от земната повърхност на цялата земя, главно за постоянни пасища, но освен това 33% от обработваемите земи по света са използвани за производство на храна за животни.
- Животновъдството се очаква да бъде основният вътрешен източник на фосфорно и азотно замърсяване на Южнокитайско море, допринасящо за загубата на биоразнообразието в морските екосистеми (т.н. „мъртви зони“).
- Присъствието на животновъдството в широки пространства на земята и неговото търсене на култури за храна, също допринася за загубата на биоразнообразие.
- 15 от 24 важни ползи за човека от екосистемите са в състояние на упадък, установеният виновник за което е животновъдството.